# Bedvoj
Bedvoj (en rus: Бедьвож) és un poble (un possiólok) de la República de Komi, a Rússia, segons el cens del 2010 tenia 45 habitants.